# Kapitalanlagebetrug
Als Kapitalanlagebetrug wird umgangssprachlich jede Form von Betrug verstanden, bei dem Anleger am Kapitalmarkt getäuscht und vorsätzlich zum Zwecke der Bereicherung durch die Initiatoren um ihre Ersparnisse gebracht werden.
Im juristischen Sinne ist Kapitalanlagebetrug nach § 264a des deutschen Strafgesetzbuches (StGB) ein betrugsähnlicher Straftatbestand im Bereich der Wirtschaftskriminalität, der kriminalpolitisch dem Anlegerschutz dient. Es handelt sich hierbei um ein abstraktes Gefährdungsdelikt im Vorfeld des Betruges, bei dem kein Eintritt eines Vermögensschadens oder eine konkrete Vermögensgefährdung vorausgesetzt wird. Der Tatbestand erfasst Angaben in Prospekten, Darstellungen und Berichten über Vermögensgegenstände gegenüber einem größeren Personenkreis. Er wurde, allein mit dem Zweck des Schutzes des Rechtsguts des Vermögens von Anlegern, am 1. August 1986 im Zuge des Zweiten Gesetzes zur Bekämpfung der Wirtschaftskriminalität in das Strafgesetzbuch eingeführt. Im Rahmen der Polizeilichen Kriminalstatistik wird der Tatbestand als Prospektbetrug erfasst.
Im umgangssprachlichen Sinn werden u. a. Schneeballsysteme, Schrottimmobilien (Immobilienbetrug) und gefälschte Wertpapiere (Wertpapierbetrug) zu den Anlagebetrugsmodellen gezählt, fallen jedoch regelmäßig nicht unter den juristischen Terminus des Kapitalmarktbetrugs. Eine Grauzone stellen viele Angebote im Umfeld des grauen Kapitalmarkts dar, wobei die Grenze zwischen exzessiv hohen Kosten einerseits und Betrug andererseits oft verschwimmen. Mitunter werden Anlageprodukte mit für Verbraucher nachteilhaften Bedingungen und hohen Provisionsabzügen als legaler Betrug bezeichnet.

## Kriminalpolitisches Ziel und Strafbarkeit in Deutschland
Der Kapitalanlagebetrug ist nach deutschem Recht gemäß § 264a StGB strafbar. Mit dem Tatbestand wurde dem regulären Betrug nach § 263 StGB ein Auffangtatbestand zur Seite gestellt, dessen kriminalpolitische Intension primär der Vorverlagerung des Strafrechtsschutzes galt. Zwar können in Fällen schwindelhafter Kapitalanlagenangebote die Voraussetzungen des Eingehungsbetruges nach § 263 StGB vorliegen, indessen begegnen Fragen der Kausalität, des Vorsatznachweises und der Schadensfeststellung großen Schwierigkeiten. Um die Nachweisbarkeit zu erleichtern und um einen effizienteren Strafschutz der Kapitalanleger zu bieten, der letztlich der Funktionsfähigkeit des Kapitalmarktes überhaupt dient, verlegte man die Strafbarkeit ins Vorfeld des § 263 StGB: Strafbar ist das Vortäuschen von vorteilhaften Aspekten bezüglich Wertpapieren und anderen Kapitalanlagemöglichkeiten gegenüber einer größeren Menge von Personen. § 264a StGB ist allerdings keine lex specialis gegenüber § 263 StGB.
Anders als beim allgemeinen Betrugstatbestand nach § 263 StGB setzt der Tatbestand des § 264a StGB keine Täuschung des Anlegers oder dessen Irrtumserregung voraus, ebenso wenig den Eintritt eines (irrtumsbedingten) Vermögensschadens. Es genügt, wenn beispielsweise in einem Prospekt oder einer sonstigen öffentlich zugänglichen Darstellung unrichtige Angaben gemacht, oder nachteilige Tatsachen verschwiegen werden, soweit diese geeignet sind, die Anlageentscheidung eines potenziellen Anlegers zu beeinflussen. Es handelt sich somit um ein abstraktes Gefährdungsdelikt und im Vergleich zum Betrug ein zum selbständigen Tatbestand erhobenes Versuchsdelikt. Der Täter „vollendet“ das Delikt bereits, wenn er die falschen Angaben gemacht hat. Beendet ist das Delikt, wenn der Anleger die Geldleistungen erbracht hat. Missständen, die aus (außer-)börslichem Handel mit Wertpapieren und Derivaten resultieren, tritt ergänzend das WpHG entgegen, da eine Meldepflicht gegenüber der BaFin besteht (insbesondere zum Schutz vor Insiderhandel).
Soweit tatsächlich ein täuschungs- und irrtumsbedingter Schaden eingetreten ist, ist § 263 StGB einschlägig, der eine höhere Strafandrohung vorsieht. Die Beschreibung des § 264a StGB als Kapitalanlagebetrug ist insofern irreführend. Treffender ist die ebenfalls gängige kriminologische Bezeichnung Prospektbetrug.
Die Abgrenzung des Gefährdungsdelikts Kapitalanlagebetrug vom Vermögensdelikt Betrug kann auch im Äußerungs- und Presserecht relevant sein. So urteilte das Oberlandesgericht München auf Beschwerde eines Immobilienfonds hin gegen den Suchmaschinenbetreiber Google im Jahr 2017, das Überschriften mit „Betrugsverdacht“, die sich auf den Verdacht des Kapitalanlagebetrugs beziehen, zu unterlassende falsche Tatsachenbehauptungen seien (Az. 18 W 826/17).

## Ansätze zur Verhinderung von Kapitalanlagebetrug
- Warnlisten
  - Die Stiftung Warentest hat eine Warnliste mit unseriösen Vermittlern und Kapitalanlagen herausgegeben.[3]
  - Die Eidgenössische Finanzmarktaufsicht (Finma) in der Schweiz, listet Finanzunternehmen dort als risikobehaftet („erhebliche Gefährdung von Anlegern durch Anbieter“), wie 2017 die Piccor AG.

- Vermögensanlagengesetz
- Verkaufsprospektgesetz
- Wertpapierprospektgesetz
- Prospektprüfung durch die Bundesanstalt für Finanzdienstleistungsaufsicht (BaFin)[4]
Um dem Verbraucher eine sinnvolle Entscheidung für oder gegen eine Vermögensanlage zu ermöglichen, prüft die BaFin bereits seit dem 1. Juli 2005 alle Prospekte für Vermögensanlagen – zunächst auf Grundlage des Verkaufsprospektgesetzes, seit dem 1. Juni 2012 auf Grundlage des Vermögensanlagengesetzes (VermAnlG).[5]
Die Prüfung bezieht sich allerdings nur auf formale Kriterien.
- Kapitalanlagegesetzbuch